# 50-річчя Адольфа Гітлера

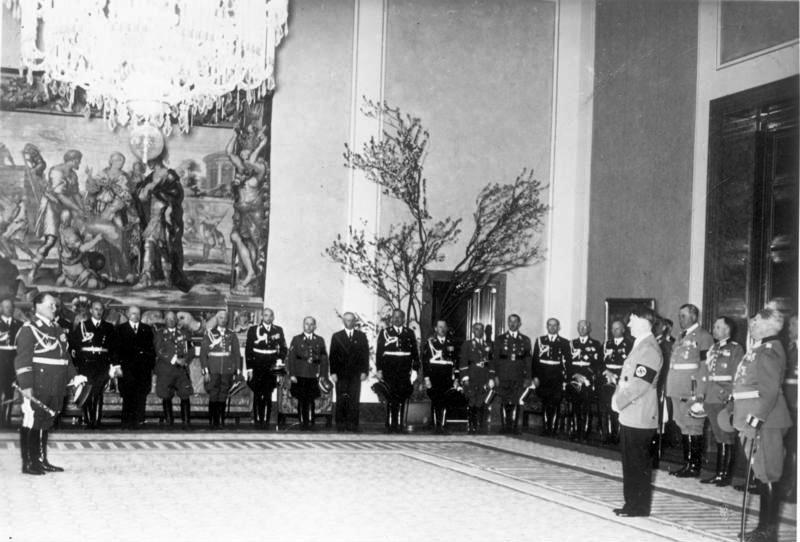
Уряд нацистської Німеччини вітає Гітлера поблизу «Рейхсканцелярії» в Берліні

50-річний ювілей Адольфа Гітлера, 20 квітня 1939 року, святкувався як загальнонаціональне свято нацистської Німеччини, урочистості відбулися і за межами країни. Подарунки і телеграми зі словами вітання надійшли з усіх німецьких регіонів та союзних держав. Країни Заходу дипломатично проігнорували цю подію. Нацистська преса і радіо вихваляли фюрера довгими передовицями, серією передач і коментарів. В Берліні влаштували найбільший в історії Третього Рейху військовий парад. У ньому взяло участь до 50 000 солдат Вермахту, Люфтваффе, флоту і СС.

## Святкування

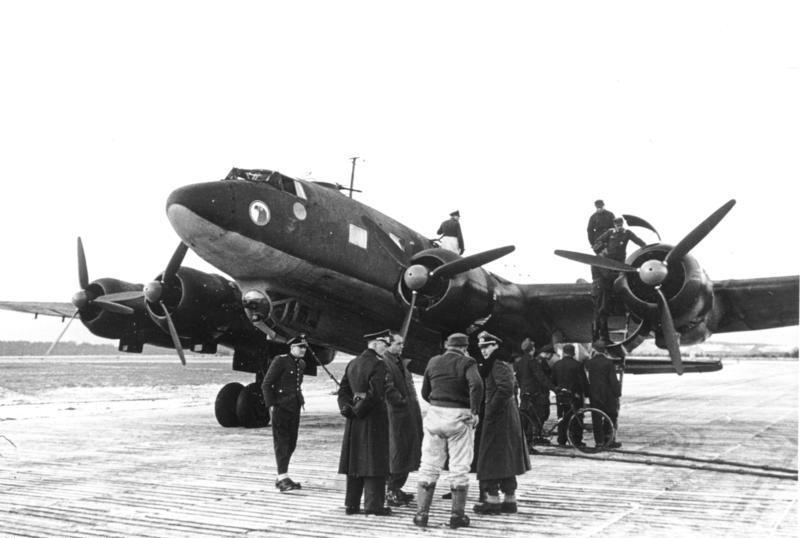
Особистий Fw 200 Condor Адольфа Гітлера.

До свята готувалися заздалегідь. 18 квітня 1939 року німецький уряд анонсував день народження фюрера як загальнонаціональне свято. Його планували у всіх муніципалітетах, а також у Вільному місті Данциг. Британський історик Ян Кершов, коментуючи події, організовані у Берліні міністром пропаганди Йозефом Геббельсом, називає їх «дивовижною феєрією культу фюрера. Щедре виявлення лестощів і підлабузництва» перевершило всі попередні річниці Гітлера.

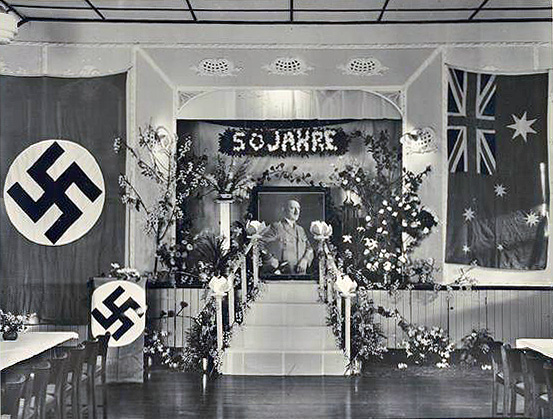
Святкування 50-річчя Гітлера в німецькому клубі, Австралія

Святкування розпочалося ще напередодні самого дня народження: Адольф Гітлер урочисто проїхав у головній машині кортежу з п'ятдесяти білих лімузинів уздовж недавно завершеної «Осі Схід-Захід» архітектора Альберта Шпеєра. Цю вулицю фюрер мріяв перетворити у центральний бульвар «Столиці світу Германія» після запланованої перемоги у Другій світовій війні. По обидва боки магістралі 30-метрової ширини щільними рядами стояли мешканці Берліну, із захопленням зустрічаючи нацистського вождя. Гітлер в очікуванні того, що Шпеєр виголосить урочисту промову, вкрай здивувався, коли головний архітектор Рейху ухилився від неї, коротко зазначивши, що зроблена ним робота сама говорить за себе. Наступним епіцентром святкувань стала Імперська рейхсканцелярія, в яку Гітлер повернувся під вечір. Перед її балконом пройшла смолоскипна хода представників партійних гау з усієї Німеччини, площа Вільгельмплац просто чорніла від натовпу.
Тим часом апартаменти канцелярії заполонила велика кількість соратників і гостей з подарунками, які викладалися на довгих столах у величезному обідньому залі. Як зазначає Ян Кершов, фюреру підносили «статуї, бронзові виливки, майсенську порцеляну, олійні картини, гобелени, рідкісні монети, антикварну зброю і масу інших подарунків. Гітлер захоплювався одними, висміював інші, а більшість ігнорував». Шпеєр представив нацистському вождю масштабну модель гігантської тріумфальної арки, запланованої після перебудови Берліна; особистий пілот Гітлера Ганс Баур подарував йому модель «Führer Machine», чотиримоторного літака Focke-Wulf Fw 200 Condor, який в 1939 році планували зробити офіційним літаком фюрера. Від Фердинанда Порше Гітлер отримав кабріолет Volkswagen Käfer, який поступить в масове виробництво тільки після закінчення Другої світової війни.

## Військовий парад

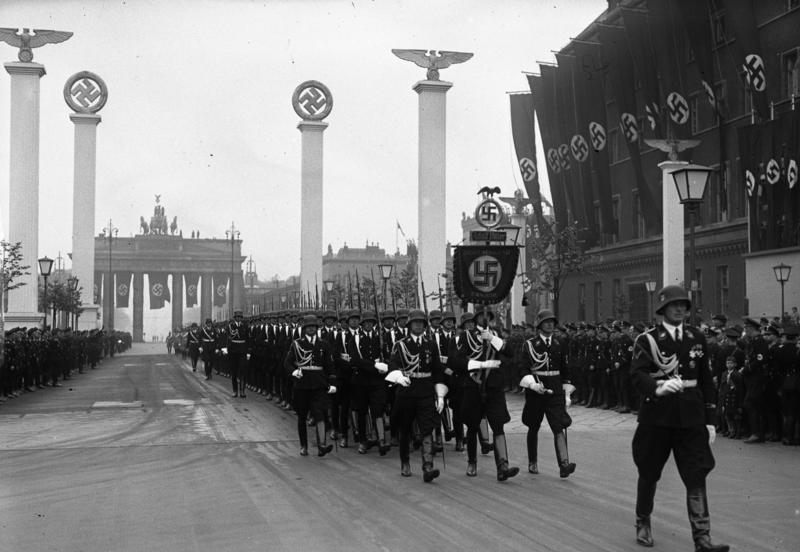
Солдати Лейбштандарт СС «Адольф Гітлер» під час військового параду у Берліні

Ключовою частиною святкування дня народження стала демонстрація військових потужностей нацистської Німеччини, показ яких був частково призначений для попередження західних держав. Парад, який тривав близько п'яти годин, включав марширування 12 рот Люфтваффе, 12 рот армії і 12 рот військово-морського флоту, а також підрозділи Шутцстаффеля (СС). В цілому у параді взяли участь від 40 000 до 50 000 солдат німецьких військ. Над Берліном пролетіли 162 військових літаки.
Трибуна вмістила аж 20 000 офіційних гостей, крім того на нього було запрошено ще кілька сотень тисяч глядачів. Над трибуною, з якої фюрер спостерігав за парадом, було споруджено дорого оздоблений навіс в білому і золотому кольорах. З правого боку попереду Гітлера розміщувався його особистий штандарт. Особливістю параду став показ великих далекобійних артилерійських гармат протиповітряної оборони, акцент на моторизованій артилерії і розробці засобів ППО. Йозеф Геббельс, організатор заходу, оголосив в ефірному зверненні до німецького народу:
Рейх стоїть в тіні німецького меча. Торгівля і промисловість, а також культурне і національне життя процвітають тільки завдяки гарантії могутності збройних сил. Ім'я Гітлера — це наша політична програма. Уява і реалізм гармонійно поєднуються в особі фюрера.
Військові лідери по всій країні звернулися до своїх військ із закликом відсвяткувати цю подію. Деякі з них, такі як генерал-майор (пізніше генерал-фельдмаршалл) Еріх фон Манштейн, були особливо ефузивними у своїй похвалі верховного головнокомандувача. В урочистостях взяли участь офіційні гості з 23 країн. Папський посланник Чезар Орсеніго, президент Словацької Республіки Йозеф Тисо, керівники родів військ збройних сил і мери міст нацистської Німеччини привітали фюрера з днем народження у будівлі канцелярії. Гітлер та італійський диктатор Беніто Муссоліні обмінялися телеграмами, переконуючи один одного в тому, що дружба між Німеччиною і Королівством Італія є непорушною.
Посли Сполученого Королівства, Франції та Сполучених Штатів на параді присутні не були, оскільки їх відкликали після розчленування Чехословаччини у 1938 році. США були представлені на рівні тимчасового повіреного Раймонда Гейста (Raymond H. Geist). Президент США Франклін Рузвельт також відмовився привітати Гітлера з днем народження, посилаючись на практику не відправляти поздоровлень з днем народження нікому, окрім правлячих монархів. На параді не було присутньо і польського представництва.

## Увіковічнення

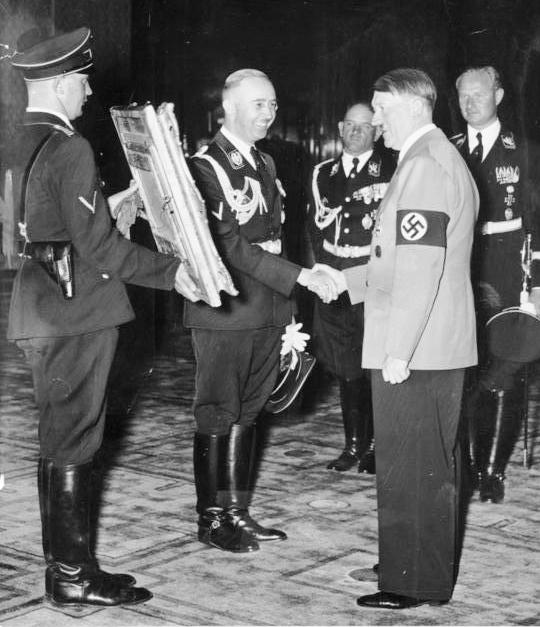
Рейхсфюрер СС Генріх Гіммлер представляє Гітлеру свій подарунок

Розкішне видання Гітлером політичного маніфесту і автобіографії Mein Kampf, опублікованого 1939 році на честь власного 50-річчя стало відоме як Jubiläumsausgabe («Ювілейний випуск»). Книга вийшла у темно-синіх і гостро-червоних обкладинках із золотим мечем у центрі. Німецький автор і фотограф Генріх Гофман навіть видав книгу на ознаменування 50-ліття фюрера під назвою Ein Volk ehrt seinen Führer («Нація шанує свого фюрера»), а композитор Ханс Реберг написав гімн. Створений фільм про святкування дня народження, Hitlers 50. Geburtstag, розглядаються як важливий приклад нацистської пропаганди; згодом його широко використовували серед юнацької аудиторії.

## Подарунки
З приводу ювілею Гітлеру присвоїли звання почесного громадянина Данцига. Фюрер отримав документи з рук Альберта Форстера, нацистського мера Вільного міста. Дана подія посилила політичну і військову напруженість між Німеччиною і Польщею; журнал Time, коментуючи її, повідомив про можливість повернення Данцига до складу Третього Рейху.
Мартін Борман, особистий секретар німецького вождя, представив як подарунок резиденцію «Орлине гніздо», що у Баварських Альпах. Оскільки Гітлер панічно боявся висоти, це місце йому не сподобалося. Також фюрер не вживав алкоголь через розлади шлунка, тому мюнхенська пивоварня на день народження створила спеціальну партію слабоалкогольного пива. Постачання цього напою стало регулярним.
З нагоди 50-річного ювілею сім'ї з невеликими доходами отримали подарунок у розмірі 15 німецьких рейхсмарок, а також 5 рейхсмарок для кожного утриманця. В цілому витрати склали близько 13 мільйонів рейхсмарок.

### Друковані
- Hoffmann, Hilmar (1997). The Triumph of Propaganda: Film and National Socialism, 1933–1945. Berghahn Books. ISBN 978-1-57181-122-6.
- Kershaw, Ian (2000). Hitler: 1936–1945: Nemesis. Norton Publishing. ISBN 978-0-393-32252-1.
- Шпеєр, Альберт (1970). Inside the Third Reich. Orion Books. ISBN 978-1-84212-735-3.
- Stein, Marcel (2007). Field Marshal Von Manstein: The Janushead – A Portrait. Helion & Company. ISBN 978-1-906033-02-6.
- Sterling, Christopher (2008). Military Communications: From Ancient Times to the 21st Century. ABC-CLIO. ISBN 978-1-85109-732-6.

### Онлайн
- 1,500,000 Watch Parade As Nazis Celebrate. The Pittsburgh Press. 20 квітня 1939. Архів оригіналу за 24 січня 2013. Процитовано 12 березня 2015.
- Adolf Hitler. Life Magazine. 25 вересня 1939. Архів оригіналу за 14 травня 2016. Процитовано 12 березня 2015.
- Foreign News: Birthday Present?. Time Magazine. 24 квітня 1939. Архів оригіналу за 30 листопада 2012. Процитовано 12 березня 2015.
- George VI Sends Hitler Congratulatory Message. Pittsburgh Press. 20 квітня 1939. Архів оригіналу за 11 березня 2017. Процитовано 12 березня 2015.
- Hitler's Commemorative Timepiece: Rare Limited Edition Watch Created For Dictator's 47th Birthday Is Discovered By Polish Customs Officials. The Daily Mail. 7 березня 2011. Архів оригіналу за 1 квітня 2016. Процитовано 12 березня 2015.
- Hitler, Duce Repledge Aid. The Prescott Evening Courier. 21 квітня 1939. Архів оригіналу за 12 липня 2012. Процитовано 12 березня 2015.
- Hitler Holds Great Display of Militarism. San Jose Evening News. 20 квітня 1941. Архів оригіналу за 24 січня 2013. Процитовано 12 березня 2015.
- Hitler Proudly Parades Big Guns At Celebration. The Miami Daily News. 20 квітня 1939. Архів оригіналу за 24 січня 2013. Процитовано 12 березня 2015.
- How Hitler's 50th Birthday Party Sparked World War II. Daily Mail. 17 квітня 2009. Архів оригіналу за 1 квітня 2016. Процитовано 12 березня 2015.
- Luxury Edition of Mein Kampf Honors Hitler. Evening Independent. 21 квітня 1939. Архів оригіналу за 11 липня 2012. Процитовано 12 березня 2015.
- Nazi Play Revived. The Jerusalem Post. 18 листопада 2003. Архів оригіналу за 25 жовтня 2012. Процитовано 12 березня 2015.
- Roosevelt Will Not Congratulate Hitler. The Norwalk Hour. 20 квітня 1939. Архів оригіналу за 11 липня 2012. Процитовано 12 березня 2015.
- Wo Hitler Schwindlig Wurde [Where Hitler Was Dizzy] (German) . Der Tagesspiegel. 21 жовтня 1939. Архів оригіналу за 31 березня 2016. Процитовано 12 березня 2015.
- Worship of Hitler. The Age. 21 квітня 1939. Архів оригіналу за 10 травня 2016. Процитовано 12 березня 2015.